# Georges Rieu
Georges Rieu (Antony, 6 agosto 1934 – Richebourg, 20 marzo 2021) è stato un fumettista e giornalista francese.

## Biografia
Georges Rieu fu un giornalista e sceneggiatore di fumetti francese. Dal 1965 al 1969 fu caporedattore  della rivista Vaillant, dal 1969 al 1971 e di Pif Gadget  dal 1971 al 1972 di Télé-Gadget. Ha scritto sceneggiature per la serie Wango con Paul Gillon e Jacques Flash e per il quotidiano Vaillant con Pierre Le Guen, Gérald Forton e René Deynis.

## Giornalista e caporedattore

### Vaillant
Georges Rieu entrò a far parte di Éditions Vaillant nel 1957, dopo essere stato lettore e diffusore del giornale dal 1945. Per il giornale Vaillant iniziò a scrivere articoli ed editoriali illustrati da vari vignettisti: Jacques Kamb, Gérard Dorville, Yves Roy. Nel 1965 diventò redattore capo della rivista dopo Claude Boujon.  Il nuovo direttore della pubblicazione, Pierre Bellefroid, gli affidò questo incarico con l'obiettivo di rilanciare la rivista, le cui vendite erano in calo. Preparò, insieme agli altri redattori, un cambio di formula mettendo in evidenza l'eroe comico delle edizioni Vaillant: Pif le chien. Vaillant diventò così Vaillant - le journal de Pif dal numero 1038 del 4 aprile 1965. Il giornale ridusse ulteriormente il suo formato per adeguarsi agli standard della concorrenza e diede più spazio ai fumetti che ai contenuti editoriali. Georges Rieu voleva avere il controllo su  tutto quello che veniva pubblicato e decise di lanciare diverse serie: Le Concombre masqué di Nikita Mandryka fu pubblicato dal primo numero del cambio di formula nel 1965, sempre nel 1965 fu stampata anche una serie di illustrazioni di Robin Hood di Lucien Nortier e Jean Ollivier. Nel Periodico si pubblico Corinne et Jeannot uno spin-off della serie Totoche di Jean Tabary nel 1966 e anche lo strano fumetto o videogioco M le Magicien di Massimo Mattioli.  Infine venne pubblicato nel rinnovato giornale il fumetto Jérémie, il primo di Paul Gillon che gesti interamente e ne fu responsabile dal 1968.

### Pif Gadget
Nel 1969 ci fu il cambiamento ancora più importante con la decisione di abbandonare le serie a puntate e di pubblicare solo storie complete. Inoltre, l'idea fu di aggiungere un gadget settimanale alla rivista Pif Gadget e nella nuova formula editoriale fu venduta la prima volta il 24 febbraio 1969. Per quanto riguarda il cambio di formula di Vaillant nel 1965, Georges Rieu decise di creare nuove serie che furono lanciate nella rivista: Rahan di André Chéret e Roger Lecureux, Loup Noir di Kline e Jean Ollivier, Docteur Justice di Marcello e Jean Ollivier, Léo bête à part di Roger Mas e Jean Sanitas, La Jungle en folie di Mic Delinx e Christian Godard, Les Rigolus et les Tristus di Jean Cézard nel 1969, inoltre Horace, cheval de l'Ouest di Jean-Claude Poirier nel 1970.
Al Festival del Fumetto di Lucca, Georges Rieu fu premiato nel 1970 con uno Yellow Kid come miglior editore straniero per la creazione di Pif Gadget. Rimase caporedattore di Pif Gadget fino al 1971, quando viene sostituito da Richard Médioni in seguito a un conflitto con la direzione del Partito Comunista Francese, proprietario della testata giornalistica di Pif Gadget.
Georges Rieu è ricordato anche per aver portato in Francia Hugo Pratt, conosciuto a Lucca grazie a Claude Moliterni nel 1969. Hugo Pratt pubblico le prime pagine di Corto Maltese in francese nel 1970 su Pif Gadget.

### Télé-Gadget
Nel 1969 scoppiò un conflitto tra la direzione del Partito Comunista Francese (proprietario di Pif Gadget) e la redazione del giornale per la direzione da dare al periodico una nuova linea editoriale e anche per l'estromissione del direttore della pubblicazione Pierre Bellefroid, lo stesso che aveva nominato Georges Rieu direttore di Vaillant nel 1965.
Georges Rieu si dimise da caporedattore e fondò con Claude Boujon e Pierre Bellefroid10 la rivista Télé-Gadget, una rivista che parlava di programmi televisivi e radiofonici, fumetti e giochi, oltre offriva un gadget presentati da una "star". il primo numero del giornale fu in edicola nel settembre del 1971. 
Georges Rieu chiamò gli autori della casa editrice Vaillant a scrivere le pagine di giochi e fumetti della nuova rivista; tra questi Henri Crespi, Angelo Di Marco, Gil Das, Jean Ollivier, Guy Michel, Daniel Billon, Pierre Castex, ecc. 
Purtroppo l'avventura editoriale fu di breve durata e la rivista terminò le pubblicazioni nel maggio 1972 dopo soli 33 numeri. 

## Scrittore di romanzi e fumetti
La maggior parte del lavoro di scrittura e sceneggiatura di Georges Rieu si realizzo in un periodo piuttosto breve, tra il 1958 e il 1962, prima di diventare caporedattore di Vaillant nel 1965. 
Georges Rieu non creò nessuna serie di personaggi, ma riprese quelle lasciate dagli sceneggiatori. All'epoca, le due "locomotive" creative del giornale Vaillant erano Jean Ollivier e Roger Lécureux, entrambi ex caporedattori della rivista, crearono e animarono molte serie a puntate settimanali. Georges Rieu si impegnò a sviluppare due serie create e animate da Jean Ollivier e Roger Lécureux.

## Jacques Flash
La serie Jacques Flash racconta la storia del giornalista Jacques Leman, che lavorava per la polizia m era in grado di usare un siero dell'invisibilità. Creato da Jean Ollivier nel 1956, co-condotto da Roger Lécureux per il secondo e il quarto episodio, Georges Rieu scrisse la sceneggiatura del terzo episodio Jeux de mains, jeux de vilains con Pierre Le Guen nel 1958. Georges Rieu realizò poi la sceneggiatura degli episodi disegnati dal belga Gérald Forton, che subentrò a Pierre Le Guen, tra il 1959 e il 1961. Georges Rieu, nel 1962, lavoro alla sceneggiatura del prima opera disegnata da René Deynis, Le Trésor de l'homme invisible, prima che Pierre Castex ne prenderà il posto e formerà con Deynis il duo di autori che avrebbe gestito la serie fino al 1973. Nello stesso periodo, Georges Rieu scrisse diversi racconti il cui eroe era Jacques Flash. 

## Wango
Nel 1958, Georges Rieu subentra a Roger Lécureux in Wango, una serie di avventure marittime nei mari del sud, creata un anno prima da Jean Ollivier e Eduardo Teixeira Coelho. Fu Paul Gillon a rilevare il disegno dall'autore portoghese. Con Paul Gillon, realizò la sceneggiatura delle ultime due storie della serie, Les Pêcheries maudites nel 1958 e Le Palais de marbre rose nel 1959. Nell'album pubblicato da Furioso nel 1980 (così come nella sua ristampa da Taupinambour nel 2012), Georges Rieu non era abilitato alla realizzazione dela sceneggiatura, dove sarà sostituito da Roger Lécureux.

## Vari
Sempre su Vaillant, nel 1958 realizzerà alcune storie complete con Yves Roy e Max Lenvers ai disegni. Dieci anni dopo, nel 1968, scrisse con Eduardo Teixeira Coelho La Forteresse imprenable, un racconto politico di attualità sulla guerra del Vietnam. Questa fu la sua ultima sceneggiatura per Vaillant e per Pif Gadget non ne ha mai scritte.
Parallelamente alla sua attività in Vaillant, pubblico una serie umoristica, Bing et Tom, con Jean Marcellin al disegno su la rivista La Vie du rail nel 1960. Realizzo, tra il 1964 e il 1966, anche episodi del western Joke Jones, disegnati dal fumettista argentino Carlos Roume e per i piccoli formati Thierry le Fronde e Les Hommes Volants al fianco di Roger Lécureux e Pierre Castex. Negli anni '60, creò la striscia pubblicitaria, Les Aventures de Pinpan reporter con Michel-Paul Giroud al disegno, per il formaggio Pinpan.  
Per il gruppo Vaillant, nel 1966, contribuì alla pubblicazione, nell'almanacco de L'Humanité, del racconto Un Shérif de trop con Pierre Le Goff.

## Novelle
Tra il 1958 e il 1966 Georges Rieu realizzo per Vaillant diversi racconti, illustrati da artisti come Pelfrène, Daniel Billon e Marcellino. Parlò di diversi temi: in stile poliziesco con i suoi racconti di Jacques Flash, in stile fantastico (La Patrouille du désespoir, Paroles interdites), storico (Le Capitaine Vacher, Les Dernières Chevauchées de Thierry la fronde) o d'avventura (L'Enfant aux squales, Le Professeur Terling a disparu). La sua opera di scrittura fu notevole e probabilmente troviamo novelle più di quelli elencate, poiché molti di questi racconti non erano firmati o furono scritti sotto gli pseudonimi di Gilles Maugis e Bernard Aymiot, utilizzati da diversi redattori del giornale: Jean Ollivier, Roger Lecureux o Pierre Castex tra il 1953 e il 1963.

## Fumetti su altre riviste
- Bing et Tom (sceneggiatura), con Jean Marcellin (disegni), nella rivista La Vie du rail: Le Cheval de fer, 1960
- Joke Jones (sceneggiatura), con Carlos Roume (disegni): Moins de 6 épisodi nel Thierry la Fronde et Les Hommes Volants, tra il 1964 et il1966
- Les Aventures de Pinpan reporter (sceneggiatura, con Michel-Paul Giroud (disegni), Fromage de Pinpan, anno 1960: Série dùi gags in 1 platto.
- Un Shérif de trop (sceneggiatura), con Pierre Le Goff (disegni) nell'Almanacco de L'Humanité 1966.

## Premi
- 1970: Prix Yellow-Kid per l'editore straniero al Lucca Comics Festival per la creazione del Pif Gadget.